# 하소 폰 만토이펠 남작
하소에카르트 폰 만토이펠 남작(Hasso-Eccard Freiherr von Manteuffel, 1897년 1월 14일 ~ 1978년 9월 24일)은 독일의 군인이다. 양차 대전에 모두 참전했으며 제2차 세계 대전 때는 장성이었다. 전차부대 전술사령관으로 활약했으며 곡엽검금강석 기사십자 철십자장 수훈자 27명 중 한 명이다.
전쟁 이후에는 고전자유주의 정치인으로 활동했다. 연방의회 의원으로 선출되어 자유당 국방부문 대변인이 되었다. 서독군 재무장의 지지자로서 2차대전 이후 새로운 독일군의 이름 "연방군"을 고안한 사람이기도 하다.
| 전임 소장 프리드리히 폰 브로이흐 남작 | 제2대 폰 만토우펠 사단 사단장 1943년 2월 7일 – 1943년 3월 31일 | 후임 중장 카를 뷜로비우스 |

| 전임 대령 볼프강 글레제머 | 제5대 제7기갑사단 사단장 1943년 9월 20일 – 1944년 1월 | 후임 소장 아델베르트 슐츠 |

| 전임 기갑병대장 헤르만 발크 | 제3대 기갑척탄병사단 그로스도이칠란트 사단장 1944년 1월 27일 – 1944년 9월 1일 | 후임 대령 카를 로렌츠 |

| 전임 최상급집단지도자 요제프 디트리히 | 제8대 제5기갑군 사령관 1944년 9월 9일 – 1945년 3월 8일 | 후임 상급대장 요제프 하르페 |

| 전임 상급대장 에르하르트 라우스 | 제3대 제3기갑군 사령관 1945년 3월 10일 – 1945년 5월 8일 | 후임 폐지 |